# Alesis QuadraSynth
Le QuadraSynth est un synthétiseur numérique à synthèse additive et soustractive produit par le constructeur américain Alesis à partir de 1993. Le modèle est décliné en 1995 avec le QuadraSynth Plus.

## Versions

### QuadraSynth
Produit à partir de 1993, le QuadraSynth original dispose d'une polyphonie de 64 notes et il est multitimbral à 16 canaux.
Il supporte le protocole MIDI mais ne dispose d'aucune de ses extensions.

### QuadraSynth Plus
Produit à partir de 1995 et cohabitant avec le QuadraSynth original, le QuadraSynth Plus gagne le support de General MIDI.